# Биргебаев, Абдрахман
Абдрахман Биргебаев (каз. Әбдірахман Біргебаев; 1928 год — 2005 год) — старший чабан совхоза «Ишимский» Кийминского района Тургайской области, Казахская ССР. Герой Социалистического Труда (1981). Депутат Верховного Совета Казахской ССР.

## Биография
После войны работал на овцеводческой ферме колхоза «Каргалыш» Кийминского района. Был вожатым пионеров. Под его руководством пионеры выращивали ягнят на ферме. Позднее был старшим чабаном совхоза «Ишимский» Кийминского района.
Ежегодно перевыполнял план по выращиванию ягнят и настригу шерсти. Указом Президиума Верховного Совета СССР от 19 февраля 1981 года за выдающиеся успехи, достигнутые в выполнении планов и социалистических обязательств по продаже государству в 1980 году миллиарда пудов зерна и перевыполнении десятой пятилетки по производству и закупкам хлеба и других сельхозпродуктов удостоен звания Героя Социалистического Труда с вручением ордена Ленина и золотой медали «Серп и Молот».
Избирался депутатом Верховного Совета Казахской ССР.
Скончался в 2005 году.

## Награды
- Герой Социалистического Труда — указом Президиума Верховного Совета СССР от 19 февраля 1981 года
- Орден Ленина (дважды)
- Орден Октябрьской Революции